# Saison 2022-2023 de la Section paloise
Cette page présente la saison 2022-2023 de la Section paloise en Top 14 et en Challenge Cup.

## Entraîneurs
- Sébastien Piqueronies (manager sportif) ;
- Thomas Choveau (entraîneur de la défense et de la touche) ;
- Thomas Domingo (entraîneur de la mêlée) ;
- Geoffrey Lanne-Petit (entraîneur de l'attaque et des transitions) ;
- Antoine Nicoud (entraîneur de la défense et des transitions).

## La saison

### Top 14
En ouverture de la saison, la Section paloise s'impose de justesse au Stade du Hameau face à USA Perpignan (16 à 14) grâce à un essai de Jordan Joseph et 11 points au pied de Zack Henry. Les palois s'inclinent au stade Marcel-Michelin face à l'ASM Clermont lors de la deuxième journée de Top 14 sur le score de 33 à 24. Grâce à deux essais de Jack Maddocks et 16 points au pied de Zack Henry, la Section paloise s'impose lors de la 3e journée du Top 14, à domicile, face au Stade toulousain. La Section paloise s'incline 17 à 43 sur la pelouse du Montpellier Hérault rugby pour le compte de la 4e journée de Top 14. Pour le compte de la 4e journée de Top 14, les palois s'inclinent pour la première fois de la saison à domicile face au RC Toulon (17 à 34). Pour la 5e journée de Top 14, les palois s'inclinent sur la pelouse du Racing 92 sur le score de 13 à 26 et reste lanterne rouge du championnat. Mené à la pause (29 à 7) et à 14 pendant plus de vingt minutes, le Stade Français s'impose à la dernière minute à Pau grâce à une transformation sur la sirène de Joris Segonds (29-31) pour le compte de la 6e journée de Top 14. Après avoir mené au score pendant une heure sur la pelouse du Lyon OU pour le compte de la 7e journée de Top 14, les palois s'inclinent 27 à 31 mais ramène un point de bonus défensif. Sur la pelouse du Lyon OU, les palois s'inclinent 27 à 31 mais ramènent le point de bonus défensif. Pour la 9e journée de Top 14, la Section paloise se déplace au Stade Marcel-Deflandre pour y défier le Stade rochelais où ils n'ont pas gagné depuis 22 ans. Les palois s'imposent 38 à 21 grâce à quatre essais signés Yvan Reilhac, Émilien Gailleton (2 essais) et Jordan Joseph. Pour la 10e journée, les béarnais reçoivent l'Union Bordeaux Bègles au Stade du Hameau et s'imposent 33 à 7, avec le bonus offensif, grâce à cinq essais inscrits par Clément Laporte, Daniel Ikpefan, Ignacio Calles, Emilien Gailleton et Lekima Tagitagivalu. Pour la 11e journée de championnat, la Section paloise reçoit au Stade du Hameau un concurrent direct pour le maintien, à savoir le CA Brive. Les palois s'imposent 22 à 6 avec le bonus offensif. La Section paloise s'incline 26 à 22, lors de son déplacement au stade Pierre-Fabre pour le compte de la 12e journée de championnat face au Castres olympique, en encaissant un essai à la 79e minute mais les béarnais rentrent avec le point de bonus défensif. Lors de la 13e journée, les palois font match nul, 22 à 22, à domicile face à l'Aviron bayonnais. Lors de son déplacement au stade Jean-Bouin pour y défier le Stade français Paris pour le compte de la 14e journée, les palois s'inclinent lourdement 37 à 3, en encaissant six essais dont un de Giovanni Habel Kuffner, ancien joueur formé à la Section. Pour la 15e journée de championnat, les palois s'inclinent à domicile face au Lyon OU sur le score de 12 à 21. En déplacement au Stade Mayol pour la 16e journée, les palois s'inclinent 16 à 27 face au RC Toulon. Lors de la 17e journée, la Section s'impose à domicile 38 à 19 face au Racing 92 grâce à 6 essais signés Beka Gorgadze (2 essais), Nathan Decron, Mathias Colombet, Jack Maddocks et Dan Robson, permettant aux béarnais de glaner un point de bonus offensif. Pour le compte de la 18e journée, les palois s'inclinent lourdement au stade Aimé-Giral face à l'USA Perpignan sur le score de 49 à 29. Pour la 19e journée, les palois s'inclinent au stade Ernest-Wallon face au Stade toulousain, 34 à 10, laissant au toulousain le point de bonus offensif. Lors de la 20e journée, la Section paloise s'incline à domicile face au Stade rochelais sur le score de 32 à 36 et tombe à la treizième place du classement pour la première fois de la saison, synonyme de barrage Pro D2 / Top 14. Pour le compte de la 21e journée, la Section affronte l'Aviron bayonnais à Saint-Sébastien, au stade d'Anoeta avec une victoire finale 30 à 20 grâce à des essais d'Émilien Gailleton, Clément Laporte et Guram Papidze. La Section paloise s'impose 23 à 18 à domicile face à l'ASM Clermont pour le compte de la 22e journée et prend ainsi 6 points d'avance au classement sur le 13e (et barragiste), l'USA Perpignan, à quatre journées de la fin du championnat. La Section paloise s'incline sur la pelouse du CA Brive (17 à 22) avec le point de bonus défensif et conserve sa douzième place mais voit l'USAP revenir à trois points à trois journées de la fin de la saison. Les palois s'imposent au Stade du hameau sur le score de 40 à 3, avec le point de bonus offensif, face au Castres olympique grâce à cinq essais signés Beka Gorgatze (7e minute), Santiago Grondona (22e minute), Lucas Rey (56e minute) et Émilien Gailleton (62e et 75e minutes). Cette victoire permet aux béarnais de prendre 8 points d'avance au classement sur le treizième, l'USAP, à deux journées de la fin. Pour l'avant dernière journée de la saison, la Section paloise s'incline lourdement, 28 à 0, au Stade Chaban-Delmas face à l'Union Bordeaux Bègles et voit l'USAP, treizième, revenir à 4 points au classement. Pour la dernière journée de la saison, les palois s'imposent 35 à 10, avec le bonus offensif, face au Montpellier Hérault rugby et assure leur maintien en Top 14. 
A l'issue de la saison, la Section paloise termine à la 12e place du classement. 

### Challenge Cup
La Section paloise se retrouve dans la poule B avec les Scarlets, l'Aviron bayonnais, le Benetton Trévise, les Lions, les Stade français Paris, les Worcester Warriors, les Dragons RFC et les Cheetahs. Les palois défieront les Dragons et les Cheetahs. 
Pour la 1ère journée, la Section paloise s'incline à domicile face aux Cheetahs sur le score de 16 à 21. En déplacement à Newport pour y défier les Dragons pour le compte de la 2e journée, les palois s'imposent 27 à 21 grâce à trois essais signés Thomas Carol, Eliott Roudil et Eoghan Barrett permettant ainsi au club béarnais de gagner pour la première fois en Coupe d'Europe depuis plus de deux ans. Pour le compte de la 3e journée, les palois s'inclinent à domicile sur le score de 15 à 21 face aux Dragons RFC mais récupère le point de bonus défensif. Lors de la dernière journée de la phase de poule, les palois s'inclinent 9 à 6 à Parme face aux Cheetahs en encaissant la pénalité de la défaite après la sirène sur un coup de pied réussit de Siya Masuku.  
La Section paloise termine 7e de la poule B et est éliminée de la compétition.  

## Transfert et prolongation

### Transfert en cours de saison
- Rayne Barka est prêté en septembre 2022 à Soyaux Angoulême XV Charente jusqu'à la fin de la saison[34].
- Yvan Reilhac arrive en prêt en septembre 2022 en provenance de Montpellier Hérault rugby pour le reste de la saison[35].
- Jimi Maximin est prêté pour 5 semaines au Stado Tarbes PR à partir du 7 octobre 2022[36].
- Dan Robson s'engage en novembre 2022 jusqu'à la fin de la saison[37].
- Jimi Maximin est prêté à Rouen Normandie rugby en janvier 2023 jusqu'à la fin de la saison[38].
- Alexis Levron et Vaea Tutuila Vaea sont prêtés au Stado Tarbes PR jusqu'à la fin de la saison à partir de janvier 2023[39].
- Santiago Grondona s'engage en février 2023 en provenance des Exeter Chiefs en tant que joker médical jusqu'à la fin de la saison[40].

### Prolongation durant la saison
Janvier 2023
- Émilien Gailleton prolonge son contrat jusqu'en 2026[41].
- Lucas Rey prolonge son contrat jusqu'en 2027[42].
- Youri Delhommel et Rémi Sénéca prolongent leur contrat jusqu'en 2025[43].
- Jack Maddocks et Dan Robson prolongent leur contrat jusqu'en 2025[44].

Mai 2023
- Brent Liufau, Clément Mondinat et Hugo Auradou prolonge leur contrat jusqu'en 2027[45].

## Effectif
| Nom                 | Poste            | Naissance         | Nationalité sportive | Sélections (points) | Dernier club          | Arrivée au club (année) |
| ------------------- | ---------------- | ----------------- | -------------------- | ------------------- | --------------------- | ----------------------- |
| Ignacio Calles      | Pilier           | 24 octobre 1995   | Argentine            | Argentine           | Liceo Naval           | 2016                    |
| Nicolas Corato      | Pilier           | 7 octobre 1997    | France               | -                   | FC Auch               | 2017                    |
| Siegfried Fisi'ihoi | Pilier           | 8 juin 1987       | Tonga                | Tonga               | Stade français        | 2019                    |
| Guram Papidze       | Pilier           | 19 mai 1997       | Géorgie              | Géorgie             | Stade rochelais       | 2022                    |
| Rémi Sénéca         | Pilier           | 1er janvier 1995  | France               | -                   | RC Vannes             | 2021                    |
| Paul Tailhades      | Pilier           | 15 avril 1997     | France               | -                   | US Montauban          | 2022                    |
| Siate Tokolahi      | Pilier           | 16 mars 1992      | Tonga                | Tonga               | Highlanders           | 2021                    |
| Maks van Dyk        | Pilier           | 21 janvier 1992   | Afrique du Sud       | Afrique du Sud -20  | Worcester Warriors    | 2021                    |
| Youri Delhommel     | Talonneur        | 6 mars 1996       | France               | -                   | Montpellier HR        | 2021                    |
| Lucas Rey           | Talonneur        | 27 avril 1997     | France               | -                   | Formé au club         | 2015                    |
| Romain Ruffenach    | Talonneur        | 4 septembre 1994  | France               | France -20          | Biarritz olympique    | 2022                    |
| Mickaël Capelli     | Deuxième ligne   | 18 mars 1997      | France               | France -20          | Montpellier HR        | 2022                    |
| Steven Cummins      | Deuxième ligne   | 23 mars 1992      | Australie            | Australie -20       | Melbourne Rebels      | 2021                    |
| Guillaume Ducat     | Deuxième ligne   | 25 mai 1996       | France               |                     | Aviron bayonnais      | 2021                    |
| Jimi Maximin        | Deuxième ligne   | 3 avril 1999      | France               | France -20          | Stado Tarbes PR       | 2022                    |
| Fabrice Metz        | Deuxième ligne   | 23 janvier 1991   | France               |                     | Racing 92             | 2016                    |
| Beka Gorgadze       | Troisième ligne  | 8 février 1996    | Géorgie              | Géorgie             | Union Bordeaux Bègles | 2021                    |
| Santiago Grondona   | Troisième ligne  |                   | Argentine            | Argentine           | Exeter Chiefs         | 2023                    |
| Thibaut Hamonou     | Troisième ligne  | 10 mars 2000      | France               | France -20          | Stade toulousain      | 2021                    |
| Reece Hewat         | Troisième ligne  | 25 septembre 1997 | Australie            | Australie -20       | Stade aurillacois     | 2021                    |
| Jordan Joseph       | Troisième ligne  | 31 juillet 2000   | France               | France -20          | Racing 92             | 2021                    |
| Martin Puech        | Troisième ligne  | 14 décembre 1988  | France               | -                   | Colomiers rugby       | 2017                    |
| Lekima Tagitagivalu | Troisième ligne  | 4 décembre 1995   | Fidji                | Fidji -20           | Formé au club         | 2015                    |
| Luke Whitelock      | Troisième ligne  | 29 janvier 1991   | Nouvelle-Zélande     |                     | Highlanders           | 2019                    |
| Sacha Zegueur       | Troisième ligne  | 21 juin 1999      | France               | France -20          | Oyonnax rugby         | 2022                    |
| Thibault Daubagna   | Demi de mêlée    | 20 mai 1994       | France               | France -20          | Formé au club         | 2020                    |
| Clovis Le Bail      | Demi de mêlée    | 29 novembre 1995  | France               | -                   | Formé au club         | 2014                    |
| Alexis Levron       | Demi de mêlée    | 2 novembre 2000   | France               | -                   | RC Vannes             | 2021                    |
| Dan Robson          | Demi de mêlée    | 14 novembre 1992  | Angleterre           | Angleterre XV       | Wasps                 |                         |
| Thibault Debaes     | Demi d'ouverture | 30 novembre 2001  | France               | France -20          | Formé au club         | 2019                    |
| Axel Desperes       | Demi d'ouverture | 16 janvier 2004   | France               | France -20          | Formé au club         | 2019                    |
| Zack Henry          | Demi d'ouverture | 1er octobre 1994  | Angleterre           | -                   | Leicester Tigers      | 2021                    |
| Clément Mondinat    | Demi d'ouverture | 29 octobre 2003   | France               | France -20          | Formé au club         | 2018                    |
| Nathan Decron       | Centre           | 17 février 1998   | France               | France -20          | SU Agen               | 2021                    |
| Émilien Gailleton   | Centre           | 13 juillet 2003   | France               | France -20          | SU Agen               | 2022                    |
| Tumua Manu          | Centre           | 18 avril 1993     | Samoa                |                     | Chiefs                | 2020                    |
| Eliott Roudil       | Centre           | 30 octobre 1996   | France               | France -20          | Stade rochelais       | 2020                    |
| Vaea Tutuila Vaea   | Centre           | 22 décembre 2000  | Tonga                |                     | Brisbane Broncos      | 2020                    |
| Jale Vatubua        | Centre           | 30 août 1991      | Fidji                |                     | Southern Districts    | 2012                    |
| Eoghan Barrett      | Ailier           | 31 mai 1999       | Irlande              | Irlande -19         | Cork                  | 2018                    |
| Daniel Ikpefan      | Ailier           | 18 octobre 1993   | France               | France à sept       | RC Toulon             | 2021                    |
| Jack Maddocks       | Ailier           | 5 février 1997    | Australie            |                     | Waratahs              | 2021                    |
| Vincent Pinto       | Ailier           | 10 avril 1999     | Portugal             |                     | Formé au club         | 2018                    |
| Aminiasi Tuimaba    | Ailier           | 26 mars 1995      | Fidji                |                     | Yasawa                | 2020                    |
| Thomas Carol        | Arrière          | 17 janvier 2001   | France               | France -20          | Stade rochelais       | 2021                    |
| Mathias Colombet    | Arrière          | 1er mai 1997      | France               | France à sept       | France à sept         | 2021                    |
| Clément Laporte     | Arrière          | 7 janvier 1998    | France               | France -20          | Lyon OU               | 2022                    |
| Théo Attissogbé     | Arrière          | 19 novembre 2004  | France               | France -20          | Stade montois         | 2022                    |
| Grégoire Arfeuil    | Arrière          | 5 décembre 2004   | France               | France -20          | US Lectoure           | 2021                    |

## Calendrier

### Préparation
| vendredi 12 août 2022 | Section paloise | 22 - 0 | Biarritz olympique | Saint-Lary-Soulan |
| vendredi 12 août 2022 |                 |        |                    | Saint-Lary-Soulan |
| vendredi 12 août 2022 |                 |        |                    | Saint-Lary-Soulan |

| vendredi 19 août 2022 | Stade montois | 20 - 33 | Section paloise | Aire sur l'Adour |
| vendredi 19 août 2022 |               |         |                 | Aire sur l'Adour |
| vendredi 19 août 2022 |               |         |                 | Aire sur l'Adour |

### Top 14
| Date du match     | Domicile              | Extérieur             | Score   | Lieu du match          | Catégorie             | Classement |
| ----------------- | --------------------- | --------------------- | ------- | ---------------------- | --------------------- | ---------- |
| 3 septembre 2022  | Section paloise       | USA Perpignan         | 16-14   | Stade du Hameau        | 1re journée du Top 14 | 6          |
| 10 septembre 2022 | ASM Clermont          | Section paloise       | 33-24   | Stade Marcel-Michelin  | 2e journée du Top 14  | 12         |
| 17 septembre 2022 | Section paloise       | Stade toulousain      | 26-16   | Stade du Hameau        | 3e journée du Top 14  | 6          |
| 24 septembre 2022 | Montpellier HR        | Section paloise       | 43-17   | GGL Stadium            | 4e journée du Top 14  | 12         |
| 1er octobre 2022  | Section paloise       | RC Toulon             | 17-34   | Stade du Hameau        | 5e journée du Top 14  | 14         |
| 8 octobre 2022    | Racing 92             | Section paloise       | 26-13   | Paris La Défense Arena | 6e journée du Top 14  | 14         |
| 15 octobre 2022   | Section paloise       | Stade français        | 29-31   | Stade du Hameau        | 7e journée du Top 14  | 13         |
| 22 octobre 2022   | Lyon OU               | Section paloise       | 31-27   | Matmut Stadium         | 8e journée du Top 14  | 13         |
| 29 octobre 2022   | Stade rochelais       | Section paloise       | 21-38   | Stade Marcel-Deflandre | 9e journée du Top 14  | 12         |
| 6 novembre 2022   | Section paloise       | Union Bordeaux Bègles | 33-7    | Stade du Hameau        | 10e journée du Top 14 | 12         |
| 26 novembre 2022  | Section paloise       | CA Brive              | 22-6    | Stade du Hameau        | 11e journée du Top 14 | 9          |
| 4 décembre 2022   | Castres olympique     | Section paloise       | 26-22   | Stade Pierre-Fabre     | 12e journée du Top 14 | 11         |
| 23 décembre 2022  | Section paloise       | Aviron bayonnais      | 22-22   | Stade du Hameau        | 13e journée du Top 14 | 11         |
| 31 décembre 2022  | Stade français        | Section paloise       | 37 - 3  | Stade Jean-Bouin       | 14e journée du Top 14 | 12         |
| 7 janvier 2023    | Section paloise       | Lyon OU               | 12 - 21 | Stade du Hameau        | 15e journée du Top 14 | 12         |
| 28 janvier 2023   | RC Toulon             | Section paloise       | 27 - 16 | Stade Mayol            | 16e journée du Top 14 | 12         |
| 4 février 2023    | Section paloise       | Racing 92             | 38 - 19 | Stade du Hameau        | 17e journée du Top 14 | 12         |
| 18 février 2023   | USA Perpignan         | Section paloise       | 49 - 29 | Stade Aimé-Giral       | 18e journée du Top 14 | 12         |
| 25 février 2023   | Stade toulousain      | Section paloise       | 34 - 10 | Stade Ernest-Wallon    | 19e journée du Top 14 | 12         |
| 4 mars 2023       | Section paloise       | Stade rochelais       | 32 - 36 | Stade du Hameau        | 20e journée du Top 14 | 13         |
| 25 mars 2023      | Aviron bayonnais      | Section paloise       | 20 - 30 | Stade d'Anoeta         | 21e journée du Top 14 | 12         |
| 15 avril 2023     | Section paloise       | ASM Clermont          | 23 - 18 | Stade du Hameau        | 22e journée du Top 14 | 12         |
| 22 avril 2023     | CA Brive              | Section paloise       | 22 - 17 | Stade Amédée-Domenech  | 23e journée du Top 14 | 12         |
| 6 mai 2023        | Section paloise       | Castres olympique     | 40 - 3  | Stade du Hameau        | 24e journée du Top 14 | 12         |
| 13 mai 2023       | Union Bordeaux Bègles | Section paloise       | 28 - 0  | Stade Chaban-Delmas    | 25e journée du Top 14 | 12         |
| 28 mai 2023       | Section paloise       | Montpellier HR        | 35 - 10 | Stade du Hameau        | 26e journée du Top 14 | 12         |

| Rang | Club                  | J  | V  | N | D  | Bo | Bd | Pm  | Pe  | Diff | Pts |
| ---- | --------------------- | -- | -- | - | -- | -- | -- | --- | --- | ---- | --- |
| 1    | Stade toulousain      | 26 | 17 | 1 | 8  | 9  | 2  | 682 | 474 | +208 | 81  |
| 2    | Stade rochelais C1    | 26 | 17 | 0 | 9  | 7  | 3  | 673 | 479 | +194 | 78  |
| 3    | Lyon OU               | 26 | 14 | 1 | 11 | 4  | 5  | 690 | 626 | +64  | 67  |
| 4    | Stade français Paris  | 26 | 13 | 2 | 11 | 5  | 6  | 616 | 480 | +136 | 67  |
| 5    | Racing 92             | 26 | 14 | 1 | 11 | 5  | 3  | 734 | 684 | +50  | 66  |
| 6    | Union Bordeaux Bègles | 26 | 13 | 1 | 12 | 4  | 5  | 576 | 501 | +75  | 63  |
| 7    | RC Toulon C2          | 26 | 14 | 0 | 12 | 3  | 2  | 588 | 557 | +31  | 61  |
| 8    | Aviron bayonnais P    | 26 | 13 | 1 | 12 | 2  | 2  | 596 | 662 | -66  | 58  |
| 9    | Castres olympique     | 26 | 13 | 1 | 12 | 1  | 2  | 532 | 635 | -103 | 57  |
| 10   | ASM Clermont          | 26 | 11 | 1 | 14 | 4  | 6  | 588 | 627 | -39  | 56  |
| 11   | Montpellier HR T      | 26 | 11 | 0 | 15 | 4  | 6  | 624 | 617 | +7   | 54  |
| 12   | Section paloise       | 26 | 10 | 1 | 15 | 5  | 5  | 591 | 634 | -43  | 52  |
| 13   | USA Perpignan         | 26 | 10 | 0 | 16 | 0  | 3  | 503 | 726 | -223 | 43  |
| 14   | CA Brive              | 26 | 7  | 0 | 19 | 1  | 7  | 440 | 731 | -291 | 36  |

Phase finale
- 1er et 2e : demi-finales
- 3e à 6e : barrages

Relégation en Pro D2 2023-2024
- 13e : match d'accession
- 14e : relégation

Compétitions européennes 2023-2024
- 1er à 6e : phase de poule en Champions Cup
- 7e et C2 ou 8e[Note 2] : phase de poule en Champions Cup
- 9e à 12e : phase de poule en Challenge Cup

Abréviations
- T : Tenant du titre
- P : Promu de Pro D2
- C1 : Vainqueur de la Champions Cup 2022-2023
- C2 : Vainqueur de la Challenge Cup 2022-2023

### Challenge Cup
| Date du match    | Domicile        | Extérieur       | Score   | Lieu du match      | Catégorie                       | Classement (pts) |
| ---------------- | --------------- | --------------- | ------- | ------------------ | ------------------------------- | ---------------- |
| 10 décembre 2022 | Section paloise | Cheetahs        | 16 - 21 | Stade du Hameau    | 1re journée de la Challenge Cup | 6e (1)           |
| 17 décembre 2022 | Dragons RFC     | Section paloise | 21 - 27 | Rodney Parade      | 2e journée de la Challenge Cup  | 4e (5)           |
| 13 janvier 2023  | Section paloise | Dragons RFC     | 15 - 21 | Stade du Hameau    | 3e journée de la Challenge Cup  | 6e (6)           |
| 22 janvier 2023  | Cheetahs        | Section paloise | 9 - 6   | Free State Stadium | 4e journée de la Challenge Cup  | 7e (7)           |

Poule B
Légende des classements
- Équipe qualifiée jouant le huitième de finale à domicile
- Équipe qualifiée jouant le huitième de finale à l'extérieur

| Rang | Club                 | J | V | N | D | Bo | Bd | Pm  | Pe  | Diff | Pts |
| ---- | -------------------- | - | - | - | - | -- | -- | --- | --- | ---- | --- |
| 1    | Scarlets             | 4 | 4 | 0 | 0 | 2  | 0  | 124 | 57  | +67  | 18  |
| 2    | Benetton Trévise     | 4 | 3 | 0 | 1 | 3  | 0  | 120 | 70  | +50  | 15  |
| 3    | Lions                | 4 | 2 | 1 | 1 | 2  | 0  | 98  | 85  | +13  | 12  |
| 4    | Stade français Paris | 4 | 2 | 0 | 2 | 1  | 1  | 85  | 86  | -1   | 10  |
| 5    | Dragons              | 4 | 1 | 1 | 2 | 2  | 2  | 98  | 103 | -5   | 10  |
| 6    | Cheetahs             | 4 | 2 | 0 | 2 | 1  | 1  | 73  | 87  | -14  | 10  |
| 7    | Section paloise      | 4 | 1 | 0 | 3 | 0  | 3  | 64  | 72  | -8   | 7   |
| 8    | Aviron bayonnais     | 4 | 0 | 0 | 4 | 0  | 0  | 28  | 130 | -102 | 0   |

## Statistiques

### En top 14
Meilleurs réalisateurs
| Rang | Joueur              | Poste                  | Points | Essais | Transf. | Pén. | Drops |
| ---- | ------------------- | ---------------------- | ------ | ------ | ------- | ---- | ----- |
| 1    | Zack Henry          | Demi d'ouverture       | 204    | -      | 30      | 48   | -     |
| 2    | Émilien Gailleton   | Centre                 | 70     | 14     | -       | -    | -     |
| 3    | Thibault Daubagna   | Demi de mêlée          | 51     | 2      | 16      | 3    | -     |
| 4    | Jack Maddocks       | Arrière, ailier        | 35     | 7      | -       | -    | -     |
| 5    | Daniel Ikpefan      | Ailier                 | 35     | 7      | -       | -    | -     |
| 6    | Clément Laporte     | Arrière                | 30     | 6      | -       | -    | -     |
| 7    | Beka Gorgadze       | Pilier                 | 25     | 5      | -       | -    | -     |
| 8    | Jordan Joseph       | Troisième ligne centre | 15     | 3      | -       | -    | -     |
| 9    | Mathias Colombet    | Arrière                | 15     | 3      | -       | -    | -     |
| 10   | Youri Delhommel     | Talonneur              | 10     | 2      | -       | -    | -     |
| 11   | Santiago Grondona   | Troisième ligne aile   | 10     | 2      | -       | -    | -     |
| 12   | Axel Desperes       | Demi d'ouverture       | 9      | -      | -       | 3    | -     |
| 13   | Thibault Debaes     | Demi d'ouverture       | 7      | -      | 2       | 1    | -     |
| 14   | Clovis Le Bail      | Demi de mêlée          | 6      | -      | 3       | -    | -     |
| 15   | Eoghan Barrett      | Ailier                 | 5      | 1      | -       | -    | -     |
| 16   | Yvan Reilhac        | Centre                 | 5      | 1      | -       | -    | -     |
| 17   | Ignacio Calles      | Pilier                 | 5      | 1      | -       | -    | -     |
| 18   | Lekima Tagitagivalu | Deuxième ligne         | 5      | 1      | -       | -    | -     |
| 19   | Dan Robson          | Demi de mêlée          | 5      | 1      | -       | -    | -     |
| 20   | Nathan Decron       | Centre                 | 5      | 1      | -       | -    | -     |
| 21   | Sacha Zegueur       | Troisième ligne aile   | 5      | 1      | -       | -    | -     |
| 22   | Aminiasi Tuimaba    | Ailier                 | 5      | 1      | -       | -    | -     |
| 23   | Guram Papidze       | Pilier                 | 5      | 1      | -       | -    | -     |
| 24   | Luke Whitelock      | Troisième ligne aile   | 5      | 1      | -       | -    | -     |
| 25   | Lucas Rey           | Pilier                 | 5      | 1      | -       | -    |       |
| 26   | Reece Hewat         | Troisième ligne aile   | 5      | 1      | -       | -    | -     |
| 27   | Clément Mondinat    | Demi d'ouverture       | 2      | -      | 1       | -    | -     |

Meilleurs marqueurs
| Rang | Joueur              | Poste                  | Essais |
| ---- | ------------------- | ---------------------- | ------ |
| 1    | Émilien Gailleton   | Centre                 | 14     |
| 2    | Jack Maddocks       | Arrière, ailier        | 7      |
| 3    | Daniel Ikpefan      | Ailier                 | 7      |
| 4    | Clément Laporte     | Arrière                | 6      |
| 5    | Beka Gorgadze       | Pilier                 | 4      |
| 6    | Jordan Joseph       | Troisième ligne centre | 3      |
| 7    | Mathias Colombet    | Arrière                | 3      |
| 8    | Youri Delhommel     | Talonneur              | 2      |
| 9    | Thibault Daubagna   | Demi de mêlée          | 2      |
| 10   | Santiago Grondona   | Troisième ligne aile   | 2      |
| 11   | Eoghan Barrett      | Ailier                 | 1      |
| 12   | Yvan Reilhac        | Centre                 | 1      |
| 13   | Ignacio Calles      | Pilier                 | 1      |
| 14   | Lekima Tagitagivalu | Deuxième ligne         | 1      |
| 15   | Nathan Decron       | Centre                 | 1      |
| 16   | Dan Robson          | Demi de mêlée          | 1      |
| 17   | Sacha Zegueur       | Troisième ligne aile   | 1      |
| 18   | Aminiasi Tuimaba    | Ailier                 | 1      |
| 19   | Guram Papidze       | Pilier                 | 1      |
| 20   | Luke Whitelock      | Troisième ligne aile   | 1      |
| 21   | Lucas Rey           | Pilier                 | 1      |
| 22   | Reece Hewat         | Troisième ligne aile   | 1      |

### En Challenge Cup
Meilleurs réalisateurs
| Rang | Joueur            | Poste            | Points | Essais | Transf. | Pén. | Drops |
| ---- | ----------------- | ---------------- | ------ | ------ | ------- | ---- | ----- |
| 1    | Thibault Debaes   | Demi d'ouverture | 10     | -      | 2       | 2    | -     |
| 2    | Clovis Le Bail    | Demi de mêlée    | 10     | -      | 2       | 2    | -     |
| 3    | Clément Mondinat  | Demi d'ouverture | 9      | -      | -       | 3    | -     |
| 4    | Rémi Sénéca       | Pilier           | 5      | 1      | -       | -    | -     |
| -    | Thomas Carol      | Arrière          | 5      | 1      | -       | -    | -     |
| -    | Eliott Roudil     | Centre, ailier   | 5      | 1      | -       | -    | -     |
| -    | Eoghan Barrett    | Ailier           | 5      | 1      | -       | -    | -     |
| -    | Vincent Pinto     | Ailier           | 5      | 1      | -       | -    | -     |
| -    | Daniel Ikpefan    | Ailier           | 5      | 1      | -       | -    | -     |
| 10   | Thibault Daubagna | Demi de mêlée    | 2      | -      | 1       | -    | -     |

Meilleurs marqueurs
| Rang | Joueur         | Poste          | Essais |
| ---- | -------------- | -------------- | ------ |
| 1    | Rémi Sénéca    | Pilier         | 1      |
| -    | Thomas Carol   | Arrière        | 1      |
| -    | Eliott Roudil  | Centre, ailier | 1      |
| -    | Eoghan Barrett | Ailier         | 1      |
| -    | Vincent Pinto  | Ailier         | 1      |
| -    | Daniel Ikpefan | Ailier         | 1      |